# 塞瓦尔德
塞瓦尔德是德国巴登-符腾堡州的一个市镇。总面积58.50平方公里，总人口2320人，其中男性1122人，女性1198人（2011年12月31日），人口密度40人/平方公里。